# Siegfried Handloser
Siegfried Handloser, nemški general in vojaški zdravnik, * 25. marec 1885, Konstanz, † 3. julij 1954, München.